# Dfind
Dfind var en grupp rekryterings- och konsultföretag inom IT, finans och ingenjörsverksamhet. Företaget etablerades i slutet av 2005 med specialisering inom IT. 2018 hade bolagen totalt runt 1000 medarbetare på ett antal kontor i Sverige och Norge. 
De tre bolagen var aktiva fram till 1 juni 2019 då de bytte namn och fusionerades med Randstad.